# Jens Harzer
Jens Harzer (nacido el 14 de marzo de 1972) es un actor de teatro, cine y televisión alemán. Comenzó su carrera en el Munich Kammerspiele, y ha sido miembro del Teatro Thalia en Hamburgo desde 2009. Ha aparecido en el Festival de Salzburgo regularmente desde 2000. Harzer recibió premios por papeles en el escenario, el cine y la televisión. Es portador del Anillo de Iffland desde marzo de 2019.

## Carrera
Nacido en Wiesbaden, se formó como actor en la escuela Otto Falckenberg de artes escénicas en Munich. De 1993 a 2009 fue miembro del conjunto de Dieter Dorn, primero en el Munich Kammerspiele y luego en el Bayerisches Staatsschauspiel. Interpretó los papeles principales de Roberto Zucco, de Bernard-Marie Koltès, escenificado por Christian Stückl, Urfaust de Goethe y Torquato Tasso, Amphitryon de Kleist y Woyzeck de Büchner, puesta en escena por Martin Kušej. Harzer ha sido miembro del Teatro Thalia en Hamburgo desde 2009.
Desde 2000, Harzer ha sido un invitado habitual en el Festival de Salzburgo. De nuevo en una producción puesta en escena por Stückl, interpretó el papel de Muerte en Jedermann de Hofmannsthal. En 2008, Harzer interpretó el papel principal en una versión escénica de Verbrechen und Strafe de Dostoievski, puesta en escena por Andrea Breth. En 2011, interpretó el papel de Ich en el estreno mundial de Immer noch Sturm de Peter Handke en el Festival.
Harzer ha aparecido en 15 películas desde 1995. En el 56.º Festival Internacional de Cine de Berlín en 2006, actuó en dos películas, Requiem de Hans-Christian Schmid y, en el papel principal, el drama Der Lebensversicherer de Bülent Akıncı. Ganó el premio Silver George al mejor actor en el 28º Festival Internacional de Cine de Moscú por esta última película.
Harzer fue nombrado por Bruno Ganz para ser su sucesor como portador del Anillo de Iffland de la República de Austria, tradicionalmente otorgado al 'actor más significativo y más digno del teatro de habla alemana', en la opinión del titular anterior. Harzer recibió el anillo en una ceremonia en el Burgtheater en junio de 2019, cuatro meses después de la muerte de Ganz.

## Premios
Harzer ha recibido varios premios, entre ellos:
- 1996: Premio de Arte de Baviera en la categoría de Artes Escénicas
- 1996: Premio de Arte de Berlín de la Akademie der Künste (premio de patrocinio)
- 2003: Premio Kurt Meisel a la excelente interpretación, por la asociación Verein der Freunde des Bayerischen Staatsschauspiels
- 2006: George Silver del Festival Internacional de Cine de Moscú como Mejor actor por Der Lebensversicherer
- 2008: Actor del año, selección de la crítica de Theatre heute, para Onkel Wanja
- 2011: Actor del año, por Don Carlos
- 2015: Premio de Teatro de Hamburgo - Rolf Mares por el papel de Friedrich Wetter Graf vom Strahl en Das Käthchen von Heilbronn en el Teatro Thalia
- 2017: Premio de la televisión de Hesse por Tatort Amour Fou
- 2019: Anillo de Iffland[8][13]

## Membresías
- 2005 Miembro de la Academia de Bellas Artes de Baviera[14]
- 2012 Miembro de la Academia Libre de las Artes de Hamburgo[15]
- 2013 Miembro de la Akademie der Künste Berlin[2]

## Filmografía
Las películas con Harzer incluyen:
- Hades (1995)
- Der Lebensversicherer (2006)
- Requiem (2006)
- Same Same But Different (2009)
- Boy 7 (2015)
- Los hermosos días de Aranjuez (2016)
- Long Live Death (Tatort: Es lebe der Tod)  (2016)
- Babylon Berlin (2017)